# GUNDAM激鬥年代記
《GUNDAM激鬥年代記》（简称GBC）是由Namco Bandai發行的PlayStation Portable独占遊戲。本作品是《GUNDAM BATTLE ROYALE》的續集。是《GUNDAM BATTLE》系列第三部作品。

## 概要
玩者扮演吉翁公國或地球聯邦軍的士兵。隨其中一個時代完結，玩者可以再度選擇新的勢力。本作新增了宇宙無重力、水中的戰爭，任務總數達160多個。此外追加了《機動戰士Z GUNDAM》、《機動戰士GUNDAM0083 星塵的回憶》、《機動戰士GUNDAM ZZ》、《GUNDAM前哨戰》（僅機體）及《機動戰士GUNDAM 逆襲的夏亞》的人物及機體。

## 參戰作品
- 機動戰士GUNDAM
- MOBILE SUIT VARIATION: MSV
- 機動戰士GUNDAM 第08MS小隊
- 機動戰士GUNDAM0080 口袋中的戰爭
- 機動戰士GUNDAM外傳 THE BLUE DESTINY
- 機動戰士GUNDAM外傳 殖民地墮落之地
- 吉翁前線 機動戰士GUNDAM0079
- 機動戰士GUNDAM戰記 Lost War Chronicles
- 機動戰士GUNDAM CLIMAX U.C.
- 機動戰士GUNDAM MS戰線0079
- 機動戰士GUNDAM外傳 宇宙、閃光的盡頭…
- 機動戰士GUNDAM0083 星塵的回憶
- 機動戰士Z GUNDAM
- GUNDAM前哨戰（客串參戰）
- 機動戰士GUNDAM ZZ（客串參戰）
- 機動戰士GUNDAM 逆襲的夏亞（客串參戰）
- 湯尼嶽崎的GUNDAM漫畫
- 機動戰士 鋼彈桑

## 外部連結
- 官方网站（日語）